# الأيدية
الأيدية قرية ومركز إداري من فئة (ب) تابع لمحافظة العويقيلة بمنطقة الحدود الشمالية في السعودية.